# Lijst van voetbalinterlands Japan - Sovjet-Unie
Deze lijst van voetbalinterlands is een overzicht van alle officiële voetbalwedstrijden tussen de nationale teams van Japan en de Sovjet-Unie. De landen speelden drie keer tegen elkaar. De eerste ontmoeting, een vriendschappelijke wedstrijd, werd gespeeld  in Tokio op 19 november 1978. Het laatste duel, eveneens een vriendschappelijke wedstrijd, vond plaats op 27 november 1978 in Osaka.

## Wedstrijden
| № | Plaats | Datum            | Competitie        | Wedstrijd           | Uitslag |
| - | ------ | ---------------- | ----------------- | ------------------- | ------- |
| 1 | Tokio  | 19 november 1978 | Vriendschappelijk | Japan – Sovjet-Unie | 1 – 4   |
| 2 | Tokio  | 23 november 1978 | Vriendschappelijk | Japan – Sovjet-Unie | 1 – 4   |
| 3 | Osaka  | 27 november 1978 | Vriendschappelijk | Japan – Sovjet-Unie | 0 – 3   |

## Samenvatting
| Competitie        | Totaal gespeeld | Winst Japan | Gelijk | Winst Sovjet-Unie | Doelsaldo Japan – Sovjet-Unie |
| ----------------- | --------------- | ----------- | ------ | ----------------- | ----------------------------- |
| Vriendschappelijk | 3               | 0           | 0      | 3                 | 2 − 11                        |
| Totaal            | 3               | 0           | 0      | 3                 | 2 − 11                        |

## Details

### Eerste ontmoeting
| Vriendschappelijk (Tokio, Japan, 19 november 1978): |              | |
| Japan | 1 – 4        | Sovjet-Unie |
| Mitsunori Fujiguchi 5' | goals        | 19' Vitaliy Daraselia 39' Valeriy Gazzayev 44' Valeriy Gazzayev 81' Yuriy Gavrilov |
| Hiroshi Ninomiya | bondscoach   | Nikita Simonyan |
| Mitsuhisa Taguchi Tsutomu Sonobe Hiroshi Ochiai Nobuo Fujishima Atsuyoshi Furuta Keizo Imai Haruhisa Hasegawa Mitsunori Fujiguchi Hiromi Hara Nobutoshi Kaneda Hiroyuki Usui   | opstellingen | 79' Yuriy Degtyaryov Sergei Prigoda 67' Vasiliy Zhupikov Alexandr Makhovikov Alexandr Bubnov 67' Alexandr Berezhnoi Vagiz Chidijatoellin Vladimir Bessonov Vitaliy Daraselia Davit Kipiani Valeriy Gazzayev |
| | wissels      | 67' Tamaz Kostava 67' Yuriy Gavrilov 79' Yuriy Romenskiy |
| | gele kaarten | |
| - Debuut van Yuriy Romenskiy (Chernomorets Odessa), Tamaz Kostava (Dinamo Tbilisi), Yuriy Gavrilov (Spartak Moskou) en Vitaliy Daraselia (Dinamo Tbilisi) voor de Sovjet-Unie. |              | |

### Tweede ontmoeting
| Vriendschappelijk (Tokio, Japan, 23 november 1978): |              | |
| Japan | 1 – 4        | Sovjet-Unie |
| Mitsunori Fujiguchi 86' (pen.) | goals        | 5' Davit Kipiani 14' Vagiz Chidijatoellin 56' Tamaz Kostava 59' Davit Kipiani |
| Hiroshi Ninomiya | bondscoach   | Nikita Simonyan |
| Mitsuhisa Taguchi Tsutomu Sonobe Hiroshi Ochiai Nobuo Fujishima Atsuyoshi Furuta Hisashi Kato Haruhisa Hasegawa Mitsunori Fujiguchi Hiromi Hara Nobutoshi Kaneda Hiroyuki Usui | opstellingen | Yuriy Romenskiy Tamaz Kostava 65' Vasiliy Zhupikov Alexandr Makhovikov Alexandr Bubnov Alexandr Berezhnoi 15' Vagiz Chidijatoellin Vladimir Bessonov Vitaliy Daraselia Davit Kipiani 75' Valeriy Gazzayev |
| | wissels      | 15' Yuriy Gavrilov 65' Sergei Prigoda 75' Oleh Blochin |
| | gele kaarten | |

### Derde ontmoeting
| Vriendschappelijk (Osaka, Japan, 26 november 1978): |              | |
| Japan | 0 – 3        | Sovjet-Unie |
| | goals        | 7' Valeriy Gazzayev 24' Yuriy Gavrilov 83' Vladimir Bessonov |
| Hiroshi Ninomiya | bondscoach   | Nikita Simonyan |
| Mitsuhisa Taguchi Tsutomu Sonobe 55' Hiroshi Ochiai Keizo Imai Atsuyoshi Furuta Hisashi Kato Haruhisa Hasegawa 46' Mitsunori Fujiguchi Hiromi Hara Nobutoshi Kaneda Hiroyuki Usui | opstellingen | 75' Yuriy Degtyaryov Tamaz Kostava Vasiliy Zhupikov Alexandr Makhovikov Alexandr Bubnov Alexandr Berezhnoi 46' Yuriy Gavrilov Vagiz Chidijatoellin Vitaliy Daraselia Davit Kipiani 56' Valeriy Gazzayev |
| Yoshikazu Nagai 46' Nobuo Fujishima 55' | wissels      | 46' Vladimir Bessonov 56' Oleh Blochin 75' Yuriy Romenskiy |
| | gele kaarten | |

JFA · A-Internationals · Selecties · Bondscoaches · Statistieken · Olympisch elftal · Japans vrouwenelftal · Japan U21 · Japan U20 · Japan U19 · Japan U18 · Japan U17
1910 – 1949 · 
1950 – 1959 · 
1960 – 1969 · 
1970 – 1979 · 
1980 – 1989 · 
1990 – 1999 · 
2000 – 2009 · 
2010 – 2019 · 
2020 – 2029
CC 1995 · 
CC 2001 · 
CC 2003 · 
CC 2005
WK 1998 · 
WK 2002 · 
WK 2006 · 
WK 2010 · 
WK 2014 · 
WK 2018
OS 1936 · 
OS 1956 ·
OS 1964 · 
OS 1968 · 
OS 1996 ·
OS 2000 ·
OS 2004 ·
OS 2008 ·
OS 2012 ·
OS 2016 ·
OS 2020
1917 · 
1918 · 1919 · 
1921 · 
1922 · 
1923 · 
1924 · 
1925 · 
1926 · 
1927 · 
1928 · 1929 · 
1930 · 
1931 · 1932 · 1933 · 
1934 · 
1935 · 
1936 · 
1937 · 1938 · 
1939 · 
1940 · 
1941 · 
1942 · 
1943 – 1950 · 
1951 · 
1952 · 1953 · 
1954 · 
1955 · 
1956 · 
1957 · 
1958 · 
1959 · 
1960 · 
1961 · 
1962 · 
1963 · 
1964 · 
1965 · 
1966 · 
1967 · 
1968 · 
1969 · 
1970 · 
1971 · 
1972 · 
1973 · 
1974 · 
1975 · 
1976 · 
1977 · 
1978 · 
1979 · 
1980 · 
1981 · 
1982 · 
1983 · 
1984 · 
1985 · 
1986 · 
1987 · 
1988 · 
1989 · 
1990 · 
1991 · 
1992 · 
1993 · 
1994 · 
1995 · 
1996 · 
1997 · 
1998 · 
1999 · 
2000 · 
2001 · 
2002 · 
2003 · 
2004 · 
2005 · 
2006 · 
2007 · 
2008 · 
2009 · 
2010 · 
2011 · 
2012 · 
2013 · 
2014 · 
2015 ·
2016 ·
2017 ·
2018 ·
2019 ·
2020 ·
2021 ·
2022
Afghanistan ·
Angola ·
Argentinië ·
Australië ·
Azerbeidzjan · 
Bahrein ·
Bangladesh ·
België ·
Bolivia ·
Bosnië en Herzegovina ·
Brazilië ·
Brunei ·
Bulgarije ·
Cambodja ·
Canada ·
Chili ·
China ·
Colombia ·
Costa Rica ·
Cyprus ·
Denemarken ·
Duitsland ·
Ecuador ·
Egypte ·
El Salvador ·
Engeland ·
Filipijnen ·
Finland ·
Frankrijk ·
Ghana ·
Griekenland ·
Guatemala ·
Haïti ·
Honduras ·
Hongarije ·
Hongkong ·
IJsland ·
India ·
Indonesië ·
Irak ·
Iran ·
Israël ·
Italië ·
Ivoorkust ·
Jamaica ·
Jemen ·
Joegoslavië ·
Jordanië ·
Kameroen ·
Kazachstan ·
Kirgizië ·
Koeweit ·
Kroatië ·
Letland ·
Luxemburg ·
Macau ·
Maleisië ·
Mali ·
Malta ·
Mexico ·
Mongolië ·
Montenegro ·
Myanmar ·
Nederland ·
Nepal ·
Nieuw-Zeeland ·
Nigeria ·
Noord-Korea ·
Noorwegen ·
Oekraïne ·
Oezbekistan ·
Oman ·
Oostenrijk ·
Pakistan ·
Palestina ·
Panama ·
Paraguay ·
Peru ·
Polen ·
Qatar ·
Roemenië ·
Rusland ·
Saoedi-Arabië ·
Schotland ·
Senegal ·
Servië ·
Servië en Montenegro ·
Singapore ·
Slowakije ·
Sovjet-Unie ·
Spanje ·
Sri Lanka ·
Syrië ·
Tadzjikistan ·
Taiwan ·
Thailand ·
Togo ·
Trinidad en Tobago ·
Tsjechië ·
Tunesië ·
Turkije ·
Turkmenistan ·
Uruguay ·
Venezuela ·
Verenigde Arabische Emiraten ·
Verenigde Staten ·
Vietnam ·
Wales ·
Wit-Rusland ·
Zambia ·
Zuid-Afrika ·
Zuid-Jemen ·
Zuid-Korea ·
Zuid-Vietnam ·
Zweden ·
Zwitserland
Australië (2006) · 
Brazilië (2006) · 
België (2018) · 
Colombia (2014) · 
Colombia (2018) ·
Denemarken (2010) ·
Duitsland (2022) · 
Frankrijk (2001) · 
Griekenland (2014) · 
Ivoorkust (2014) · 
Kameroen (2010) · 
Kroatië (2006) · 
Nederland (2010) ·
Polen (2018) ·
Senegal (2018) ·
Spanje (2022)
FFUSSR · A-internationals · Bondscoaches · Vrouwenelftal van de Sovjet-Unie · Sovjet-Unie U18 · Sovjet-Unie U16
1920 – 1929 · 
1950 – 1959 · 
1960 – 1969 · 
1970 – 1979 · 
1980 – 1989 · 
1990 – 1992
EK 1960 · 
EK 1964 · 
EK 1968 · 
EK 1972 · 
EK 1976 · 
EK 1980 · 
EK 1984 · 
EK 1988 · 
EK 1992** 
WK 1958 · 
WK 1962 · 
WK 1966 · 
WK 1970 · 
WK 1974 · 
WK 1978 · 
WK 1982 · 
WK 1986 · 
WK 1990
OS 1952 ·
OS 1956 ·
OS 1960 · 
OS 1964 · 
OS 1968 · 
OS 1972 ·
OS 1976 ·
OS 1980 ·
OS 1984 · 
OS 1988
1923 · 
1924 · 
1925 · 
1926–1951 · 
1952 · 
1953 · 
1954 · 
1955 · 
1956 · 
1957 · 
1958 · 
1959 · 
1960 · 
1961 · 
1962 · 
1963 · 
1964 · 
1965 · 
1966 · 
1967 · 
1968 · 
1969 · 
1970 · 
1971 · 
1972 · 
1973 · 
1974 · 
1975 · 
1976 · 
1977 · 
1978 · 
1979 · 
1980 · 
1981 · 
1982 · 
1983 · 
1984 · 
1985 · 
1986 · 
1987 · 
1988 · 
1989 · 
1990 · 
1991 · 
1992** 
Algerije ·
Argentinië ·
België ·
Brazilië ·
Bulgarije ·
Canada ·
Chili ·
China ·
Colombia ·
Costa Rica ·
Cyprus ·
DDR ·
Denemarken ·
Duitsland ·
El Salvador ·
Engeland ·
Finland ·
Frankrijk ·
Griekenland ·
Guatemala ·
Hongarije ·
Ierland ·
IJsland ·
India ·
Iran ·
Israël ·
Italië ·
Japan ·
Joegoslavië ·
Kameroen ·
Koeweit ·
Luxemburg ·
Marokko ·
Mexico ·
Nederland ·
Nieuw-Zeeland ·
Noord-Ierland ·
Noord-Korea ·
Noorwegen ·
Oostenrijk ·
Peru ·
Polen ·
Portugal ·
Roemenië ·
Schotland ·
Spanje ·
Syrië ·
Tsjecho-Slowakije ·
Tunesië ·
Turkije ·
Uruguay ·
Verenigde Staten ·
Wales ·
Zweden ·
Zwitserland
België (1982) ·
Duitsland (1972) ·
Joegoslavië (1960) ·
Nederland (1988) ·
Polen (1982) ·
Spanje (1964)
** = Onder de naam Gemenebest van Onafhankelijke Staten